# Prospera Place
Der Prospera Place ist eine Mehrzweckhalle in der kanadischen Stadt Kelowna, Provinz British Columbia. Die Arena ist die Spielstätte der Kelowna Rockets aus der Western Hockey League (WHL) und bietet zu deren Partien 5.507 Sitzplätze bzw. 6.286 inklusive der Stehplätze. Zu Konzerten können bis zu 8.000 Besucher eingelassen werden.

## Geschichte
Die Bauarbeiten der 24 Mio. CAD teuren Veranstaltungsstätte wurden am 9. August 1998 aufgenommen. Fast genau ein Jahr später wurde der damalige Skyreach Place am 28. August 1999 eingeweiht. 2003 erwarb die Prospera Credit Union die Namensrechte und änderte den Namen in Prospera Place. Im März 2014 einigten sich der Hallenbetreiber RG Properties Ltd. und die Prospera Credit Union auf eine Vertragsverlängerung bis in das Jahr 2019.
In den Jahren 2003, 2005, 2009 und 2015 war die Halle Schauplatz von WHL-Play-off-Finalspielen um den Ed Chynoweth Cup. 2004 wurde in der Halle der Memorial Cup im Prospera Place ausgetragen. Mit einem Finalsieg gegen die Gatineau Olympiques konnten die Rockets ihren ersten Memorial Cup erringen.  Die Arena war neben dem GM Place, dem Pacific Coliseum (Vancouver) und dem Interior Savings Centre (Kamloops) Austragungsort der Top-Division der Eishockey-Weltmeisterschaft der U20-Junioren 2006. Die Eröffnungsfeier der International Children’s Games 2011 fand in der Halle statt.
Neben den Sportveranstaltungen ist der Prospera Place Veranstaltungsstätte für Konzerte, Shows
und Messen.